# Derick Ogbu
Derick Ogbu (n. Nigeria, 19 de marzo de 1990) es un exfutbolista nigeriano que jugaba en la demarcación de delantero.

## Biografía
Debutó como futbolista en la temporada 2010/2011 con el Umm Salal SC catarí. Tan solo jugó ocho partidos y anotó tres goles. Al final de la campaña fichó por el OH Leuven belga, donde disputó dos temporadas, acumulando un total de 61 partidos y 18 goles marcados. Posteriormente pasó a la disciplina del CFR Cluj, donde jugó 27 partidos y marcó seis goles. El 25 de julio de 2014 fichó por el Liaoning Whowin chino. Jugó en el club durante una temporada. Finalmente, en marzo de 2016 fichó por el Ventforet Kofu.

## Clubes
| Club                    | País    | Año       | Partidos | Goles |
| ----------------------- | ------- | --------- | -------- | ----- |
| Umm Salal SC            | Catar   | 2010-2011 | 8        | 3     |
| OH Leuven               | Bélgica | 2011-2013 | 61       | 18    |
| CFR Cluj                | Rumania | 2013-2014 | 27       | 6     |
| Liaoning Whowin         | China   | 2014-2015 | 43       | 16    |
| Ventforet Kofu          | Japón   | 2016      | 14       | 1     |
| Debreceni VSC           | Hungría | 2016-2017 | 5        | 0     |
| FC Spartaki Tskhinvali  | Georgia | 2018      | 7        | 4     |
| Al-Ittihad Al-Iskandary | Egipto  | 2019      | 5        | 0     |
| Universitatea Cluj      | Rumania | 2020-2021 | 10       | 2     |
| K. Bocholter VV         | Bélgica | 2023-2024 | 7        | 1     |